# Elena Cantacuzena
Elena Cantacuzena (in greco Έλενα Καντακουζηνή?; 1333 – Costantinopoli, 10 dicembre 1396) è stata un'imperatrice bizantina. Fu Basilissa dei Romei in quanto moglie dell'imperatore bizantino Giovanni V Paleologo.

## Biografia
Elena Cantacuzena era figlia dell'imperatore Giovanni VI Cantacuzeno e di Irene Asanina, era sorella di Matteo Cantacuzeno e Manuele Cantacuzeno, aveva come sorelle Maria (moglie di Niceforo II Orsini) e Teodora (moglie di Orhan I).
Giovanni V e Giovanni VI furono imperatori rivali, durante la guerra civile che distrusse l'impero bizantino, che scoppiò nel 1341. Nel 1347 si raggiunse ad un accordo, Giovanni V sarebbe stato sotto la reggenza di Giovanni VI (in quanto era minorenne) e avrebbe sposato la figlia del Catacuzeno, Elena. Il matrimonio fu celebrato tra il 28 maggio e il 29 maggio, la sposa aveva tredici anni, mentre allo sposo mancava un mese per compiere quindici anni. Nel 1352 Giovanni V sentendosi pronto per governare da solo, in quanto ventenne, riaprì le ostilità verso Giovanni VI, che il 4 dicembre 1354 abdicò.
Il 12 agosto 1376 il figlio Andronico IV Paleologo rovesciò dal trono il padre e lo imprigionò con la madre e la maggior parte della famiglia imperiale. Il 1º luglio 1379 Giovanni riuscì a riprendersi il trono, Andronico sì ritirò a Galata con Elena, in quanto rimase sua prigioniera fino al 1381. Nel 1390 il nipote Giovanni VII Paleologo tentò di usurpare il trono, il ruolo di Elena dev'essere stato poco importante, in quanto le fonti non ne parlano più molto. Il 16 febbraio 1391 Elena rimase vedova, in quanto Giovanni V morì, essa sì ritirò a vita privata nel monastero di Santa Marta, prendendo la veste monacale e mutando il nome in Pazienza, qui morì il 10 dicembre 1396.

## Famiglia
Dal matrimonio di Elena e Giovanni nacquero almeno undici figli, di cui quattro maschi e sette femmine:
- Andronico IV Paleologo (1348-1385), usurpò il trono dal 1376 al 1379.
- Irene Paleologa (1349 circa - dopo il 1362). Nel 1360 sposò suo cugino, il principe ottomano Halil Bey, figlio di Orhan I e Teodora Cantacuzena, ed ebbe due figli.
- Manuele II Paleologo (1350-1425), imperatore bizantino dal 1391 al 1425.
- Teodoro I Paleologo, (1355-1407), despota della Morea dal 1383 fino al 1407. Nel 1404 sua figlia sposò Süleyman Çelebi, figlio di Bayezid I.
- Michele Paleologo, despota di Tessalonica, rivendicò il trono dell'impero di Trebisonda ma fu assassinato (1376 o 1377).
- Maria Paleologa, sposò Murad I; figlio di Orhan;
- ? Paleologa, promessa sposa di Pietro II di Cipro.
- ? Paleologa, si fece monaca nel 1373.
- ? Paleologa, sposò Bayezid I, figlio di Murad I;
- ? Paleologa, sposò Yakub Çelebi, figlio di Murad I.

## Cultura popolare
- È un personaggio del romanzo La luce di Orione di Valerio Evangelisti.

## Ascendenza
|                                      |                           |                                             | Genitori                  |  |  | Nonni |  |  | Bisnonni |  |  | Trisnonni |  |
|                                      |                           |                                             |                           |  |  |       |  |  | …        |  |  | …         |  |
|                                      |                           |                                             |                           |  |  |       |  |  | …        |  |  | …         |  |
|                                      |                           | …                                           |                           |  |  |       |  |  | …        |  |  |           |  |
| Michele Cantacuzeno                  |                           |                                             |                           |  |  |       |  |  | …        |  |  |           |  |
|                                      |                           | …                                           | …                         |  |  |       |  |  |          |  |  |           |  |
|                                      |                           | …                                           | …                         |  |  |       |  |  |          |  |  |           |  |
|                                      |                           | …                                           | …                         |  |  |       |  |  |          |  |  |           |  |
| Giovanni VI Cantacuzeno              |                           | …                                           |                           |  |  |       |  |  |          |  |  |           |  |
|                                      |                           | …                                           | …                         |  |  |       |  |  |          |  |  |           |  |
|                                      |                           | …                                           | …                         |  |  |       |  |  |          |  |  |           |  |
|                                      |                           | …                                           | …                         |  |  |       |  |  |          |  |  |           |  |
| Teodora Paleologa Cantacuzena Angela |                           | …                                           |                           |  |  |       |  |  |          |  |  |           |  |
|                                      |                           | …                                           | …                         |  |  |       |  |  |          |  |  |           |  |
|                                      |                           | …                                           | …                         |  |  |       |  |  |          |  |  |           |  |
|                                      |                           | …                                           | …                         |  |  |       |  |  |          |  |  |           |  |
| Elena Cantacuzena                    |                           | …                                           |                           |  |  |       |  |  |          |  |  |           |  |
|                                      | Ivan Asen III di Bulgaria | …                                           |                           |  |  |       |  |  |          |  |  |           |  |
|                                      | Ivan Asen III di Bulgaria | …                                           |                           |  |  |       |  |  |          |  |  |           |  |
|                                      | Ivan Asen III di Bulgaria | …                                           |                           |  |  |       |  |  |          |  |  |           |  |
| Andronico Asen                       | Ivan Asen III di Bulgaria |                                             |                           |  |  |       |  |  |          |  |  |           |  |
|                                      |                           | Irene Paleologa                             | Mico Asen di Bulgaria     |  |  |       |  |  |          |  |  |           |  |
|                                      |                           | Irene Paleologa                             | Mico Asen di Bulgaria     |  |  |       |  |  |          |  |  |           |  |
|                                      |                           | Irene Paleologa                             | Maria Asenina di Bulgaria |  |  |       |  |  |          |  |  |           |  |
| Irene Asanina                        |                           | Irene Paleologa                             |                           |  |  |       |  |  |          |  |  |           |  |
|                                      |                           | Michele Ducas Glabas Tarchaneiotes          | Michele VIII Paleologo    |  |  |       |  |  |          |  |  |           |  |
|                                      |                           | Michele Ducas Glabas Tarchaneiotes          | Michele VIII Paleologo    |  |  |       |  |  |          |  |  |           |  |
|                                      |                           | Michele Ducas Glabas Tarchaneiotes          | Teodora Ducas Vatatzina   |  |  |       |  |  |          |  |  |           |  |
| N. Tarchanaiotissa                   |                           | Michele Ducas Glabas Tarchaneiotes          |                           |  |  |       |  |  |          |  |  |           |  |
|                                      |                           | Maria Ducaina Comnena Palaiologina Branaina | …                         |  |  |       |  |  |          |  |  |           |  |
|                                      |                           | Maria Ducaina Comnena Palaiologina Branaina | …                         |  |  |       |  |  |          |  |  |           |  |
|                                      |                           | Maria Ducaina Comnena Palaiologina Branaina | …                         |  |  |       |  |  |          |  |  |           |  |
|                                      |                           | Maria Ducaina Comnena Palaiologina Branaina |                           |  |  |       |  |  |          |  |  |           |  |